# Erasmus Lapicida
Erasmus Lapicida ook Steinschneider (ca. 1440 - 19 november 1547) was een - waarschijnlijk Duitse - componist aan het Heidelbergse hof omstreeks 1510.
Duitse liederen van Erasmus werden gepubliceerd door Rhaw, Forster en Newsidler. Ook in Italiaanse bronnen, met name in de Venetiaanse drukken van Ottaviano Petrucci, werden frottola’s en klaagzangen (lamentaties) van een componist met dezelfde naam opgenomen. Van Lapicida wordt vermoed dat hij ook de muziekleraar van Paul Hofhaimer was.
Van 1510 tot 1521 was hij zanger aan de Heidelbergse hofkapel van keurvorst Lodewijk V.
Vervolgens kreeg hij een prebende van aartshertog Ferdinand I van Oostenrijk in het Schottenklooster in Wenen waar hij een tijdlang een collega was van Heinrich Finck. Een motet uit 1536 is opgedragen aan Rooms-koning Ferdinand I, aan wie hij in 1545 laat weten dat hij een 'arme, oude en zieke priester' was. Lapicida leefde bijzonder lang. Zijn overlevende werken bestaan onder meer uit zettingen van liturgische teksten, uit Duitse wereldlijke liederen, met name polyfoon bewerkte volksliederen, die de invloed vertonen van de Italiaanse frottola.
Zijn overgeleverde werken, die in verschillende stijlen zijn geschreven, bestaan voorts uit zeven Latijnse motetten en enkele uitmuntende polyfone bewerkingen van Duitse volksliederen en Hofweisen, waarvan de frottola-achtige trekken Italiaanse invloed vertonen.
Een tot op heden bij historisch geïnformeerde uitvoerders nog zeer populair werk is, getuige de hieronder opgenomen discografie, de tekstloze driestemmige zetting van het Nederlandse lied "Tandernaken" waarvan de melodie door de tenor wordt gedragen, en dat werd gepubliceerd in Venetië, bij Ottaviano Petrucci (10 februari 1503, oude stijl, nu 1504) in Canti C numero cento cinquanta.
- Bibliothèque nationale de France: cb147958544 (data)
- Gemeinsame Normdatei: 118726528
- International Standard Name Identifier: 0000 0000 8349 4704
- Library of Congress Control Number: no93005212
- MusicBrainz: e74907ca-b432-45a6-b292-4671a6d38dec
- Nationale Bibliotheek van Israël: 987007393041405171
- Istituto Centrale per il Catalogo Unico: MUSV037374
- Système universitaire de documentation: 11284426X
- Virtual International Authority File: 275612
- WorldCat: E39PBJw4CbkVVXXkBMb8prxFKd